# Dracula (film 1979)
Dracula è un film di John Badham del 1979.
Costituisce il remake del Dracula di Tod Browning con Frank Langella nella parte del celebre vampiro.

## Trama
Inghilterra, 1913. Il misterioso conte Dracula, proveniente dai paesi dell'est europeo acquista una tenuta nello Yorkshire, vicino alla casa del dottor Seward. Il conte stupisce tutta l'alta società per la sua incredibile conoscenza delle lingue, delle scienze e della letteratura, inoltre tutte le donne rimangono estremamente colpite dal suo fascino. Il conte inizia a corteggiarle al solo scopo di potersi nutrire del loro sangue, ma il dottor Seward se ne rende conto e chiama il professor Abraham van Helsing in aiuto per sconfiggere il vampiro.

## DVD
Dall'Angelo Pictures ha distribuito il DVD in Italia. 
La Sinister Film nel 2022 ha editato, in doppio DVD, una doppia versione del film. Il disco 1 contiene la versione cinematografica dai colori originali; il disco 2 contiene la versione director's cut dai colori desaturati distribuita, a suo tempo, dalla Dall'Angelo Pictures.